# Hoa hậu Siêu quốc gia 2016
Hoa hậu Siêu quốc gia 2016 là cuộc thi Hoa hậu Siêu quốc gia lần thứ 8 được tổ chức tại Krynica-Zdrój, Ba Lan vào ngày 2 tháng 12 năm 2016. Hoa hậu Siêu quốc gia 2015 - Stephania Sofía Vázquez Stegman đến từ Paraguay đã trao lại vương miện cho người kế nhiệm, cô Srinidshi Shetty đến từ Ấn Độ.

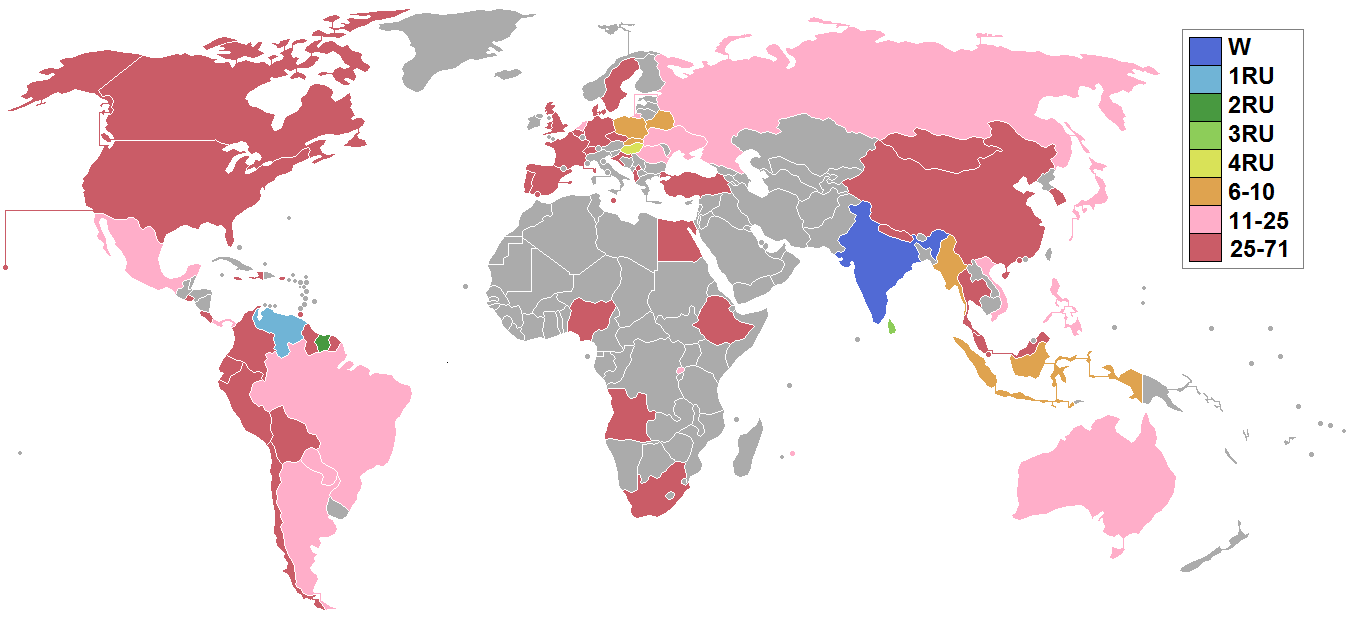
Các quốc gia và lãnh thổ tham gia Hoa hậu Siêu quốc gia 2016 và kết quả.

## Kết quả

### Thứ hạng
| Kết quả                    | Thí sinh |
| -------------------------- | --- |
| Hoa hậu Siêu quốc gia 2016 | - Ấn Độ – Srinidshi Shetty |
| Á hậu 1                    | - Venezuela – Valeria Vespoli |
| Á hậu 2                    | - Suriname – Jaleesa Pigot |
| Á hậu 3                    | - Sri Lanka – Ornella Gunesekere |
| Á hậu 4                    | - Hungary – Korinna Kocsis |
| Top 10                     | - Myanmar – Swe Zin Htet - Indonesia – Intan Aletrino ($) - Slovakia – Lenka Tekeljaková - Ba Lan – Ewa Mielnicka - Belarus – Polina Pimahina |
| Top 25                     | - Rwanda – Colombe Akiwacu - Úc – Silka Kurzak - Brazil – Clóris Junges - Mexico – Cynthia de la Vega - Mauritius – Ambika Geetanjalee - Romania – Sinziana Sirghi - Ukraine – Anastasiya Lenna - Paraguay – Viviana Florentin - Nga – Vlada Gritsenko - Hà Lan – Milenka Janssen - Panama – Maibeth González - Philippines – Joanna Eden (§) - Nhật Bản – Risa Nagashima - Việt Nam – Dương Nguyễn Khả Trang - Argentina – Wanessa Emiliana |

$ - Thí sinh chiến thắng giải thưởng Miss Mobstar
§ - Thí sinh chiến thắng giải thưởng Miss Internet

### Hoa hậu Châu lục
| Danh hiệu                                      | Thí sinh                         |
| ---------------------------------------------- | -------------------------------- |
| Hoa hậu Siêu quốc gia châu Phi                 | - Mauritius – Ambika Geetanjalee |
| Hoa hậu Siêu quốc gia châu Mỹ                  | - Venezuela – Valeria Vespoli    |
| Hoa hậu Siêu quốc gia châu Á và châu Đại Dương | - Ấn Độ – Srinidshi Shetty       |
| Hoa hậu Siêu quốc gia châu Âu                  | - Hungary – Korinna Kocsis       |

## Các giải thưởng đặc biệt
| Giải thưởng              | Thí sinh                            |
| ------------------------ | ----------------------------------- |
| Miss Internet (Facebook) | - Philippines – Joanna Eden         |
| Miss Photogenic          | - Suriname – Jaleesa Pigot          |
| Top Model                | - Argentina – Wanessa Emiliana      |
| Best Evening Gown        | - Romania – Sînziana Sîrghi         |
| Best Body                | - Nga – Vlada Gritsenko             |
| Best National Costume    | - Việt Nam - Dương Nguyễn Khả Trang |
| Miss Mobstar             | - Indonesia – Intan Aletrino        |
| Miss Personality         | - Myanmar - Swe Zin Htet            |
| Miss Elegance            | - Indonesia – Intan Aletrino        |

### Miss Multimedia Awards
| Kết quả     | Thi sinh |
| ----------- | --- |
| Chiến thắng | - Indonesia – Intan Aletrino |
| Top 10      | - Philippines – Joanna Eden - Ecuador - María Isabel Piñeyro Garcia - Ấn Độ – Srinidshi Shetty - Sri Lanka – Ornella Gunesekere - Thái Lan - Chatchadaporn Kimakorn - Đức - Anja Vanessa Peter - Úc – Silka Kurzak - Suriname – Jaleesa Pigot - Mauritius – Ambika Geetanjalee |

## Thí sinh tham gia
Cuộc thi có tổng cộng 71 thí sinh tham gia:
| Quốc gia/Vùng lãnh thổ | Thí sinh                                  |
| ---------------------- | ----------------------------------------- |
| Albania                | Geljana Elmasllari                        |
| Angola                 | Maria Moises                              |
| Argentina              | Wanessa Emiliana                          |
| Úc                     | Silka Kurzak                              |
| Belarus                | Polina Pimahina                           |
| Bỉ                     | Amina Serroukh                            |
| Bolivia                | Yesenia Barrientos Castro                 |
| Brazil                 | Clóris Junges                             |
| Canada                 | Hanna Begovic                             |
| Chile                  | María Trinidad de Lourdes Rendić Munizaga |
| Trung Quốc             | Xuan Huang                                |
| Colombia               | Lorena de Lima Arroyo                     |
| Costa Rica             | Karla Paola Chacón Fuentes                |
| Croatia                | Petra Bojic                               |
| Cộng hòa Séc           | Michaela Hávová                           |
| Đan Mạch               | Malane Lausten Sørensen                   |
| Ecuador                | María Isabel Piñeyro García               |
| Ai Cập                 | Manet Mahmoud                             |
| El Salvador            | Lisbeth Interiano                         |
| Anh                    | Angelina Kaliszewicz                      |
| Ethiopia               | Misker Kassahun                           |
| Pháp                   | Océane Pernodet                           |
| Đức                    | Anja-Vanessa Peter                        |
| Gibraltar              | Aisha Ben Yahya                           |
| Guadeloupe             | Jenifer Geran                             |
| Guyana                 | Jaleesa Mar-Chell Peterkin                |
| Haiti                  | Chrystelle Jean                           |
| Hungary                | Korinna Kocsis                            |
| Ấn Độ                  | Srinidshi Shetty                          |
| Indonesia              | Intan Aletrino                            |
| Jamaica                | Olivia Dwyer                              |
| Nhật Bản               | Risa Nagashima                            |
| Hàn Quốc               | Lee Dasol                                 |
| Kosovo                 | Elina Berdica                             |
| Ma Cao                 | Alicia Ung                                |
| Malaysia               | Gizelle Julylen Liew Ei Ling              |
| Malta                  | Dajana Laketic                            |
| Mauritius              | Ambika Geetanjalee                        |
| Mexico                 | Cynthia de la Vega                        |
| Mông Cổ                | Britta Battogtokh Buyantogtokh            |
| Myanmar                | Swe Zin Htet                              |
| Nepal                  | Pooja Shrestha                            |
| Hà Lan                 | Milenka Janssen                           |
| Nigeria                | Adaeze Marian Obasi                       |
| Panama                 | Maibeth González                          |
| Paraguay               | Viviana Florentin                         |
| Peru                   | Silvana Vásquez Monier                    |
| Philippines            | Joanna Eden                               |
| Ba Lan                 | Ewa Mielnick                              |
| Bồ Đào Nha             | Linda Gomes Cardoso                       |
| Puerto Rico            | Velmary Paola Cabassa Vélez               |
| Romania                | Sînziana Sîrghi                           |
| Nga                    | Vlada Gritsenko                           |
| Rwanda                 | Colombe Akiwacu                           |
| Scotland               | Angel Collins                             |
| Singapore              | Chloe Xu Weiting                          |
| Slovakia               | Lenka Tekeljaková                         |
| Nam Phi                | Talitha Bothma                            |
| Tây Ban Nha            | Estibe Hernandez Afonso                   |
| Sri Lanka              | Ornella Gunesekere                        |
| Suriname               | Jaleesa Pigot                             |
| Thụy Điển              | Moa Louise Simone Johandersson            |
| Thụy Sỹ                | Nadine Oberson                            |
| Thái Lan               | Chatchadaporn Kimakorn                    |
| Trinidad và Tobago     | Lia Djemila Ross                          |
| Thổ Nhĩ Kỳ             | Damla Figan                               |
| Hoa Kỳ                 | Alexis Sherrill                           |
| Ukraine                | Anastasiya Lenna                          |
| Venezuela              | Valeria Vespoli                           |
| Việt Nam               | Dương Nguyễn Khả Trang                    |
| Wales                  | Joey Staerkle                             |

## Chú ý

### Lần đầu tham gia
- Guyana
- Nepal

### Trở lại
- Lần cuối tham gia vào năm 2011:
  -  Ethiopia
- Lần cuối tham gia vào năm 2013:
  -  Haiti
  -  Kosovo
  -  Slovakia
  -  Nam Phi
  -  Sri Lanka
- Lần cuối tham gia vào năm 2014:
  -  Angola
  -  Argentina
  -  Hàn Quốc
  -  Mông Cổ

### Bỏ cuộc
- Aruba
- Đài Bắc Trung Hoa
- Curaçao
- Cộng hòa Dominican
- Guinea Xích Đạo
- Estonia
- Gabon
- Georgia
- Ghana
- Hồng Kông
- Iceland
- Ireland
- Israel
- Ý
- Kenya
- Latvia
- Litva
- Luxembourg
- Maroc
- Bắc Ireland
- Na Uy
- New Zealand

## Các thí sinh tham dự cuộc thi sắc đẹp quốc tế khác
| Quốc gia/Vùng lãnh thổ | Thí sinh                           | Cuộc thi                                       | Đại diện   |
| ---------------------- | ---------------------------------- | ---------------------------------------------- | ---------- |
| Belarus                | Polina Pimahina                    | Miss International 2017                        | Belarus    |
| Bỉ                     | Amina Serroukh                     | Miss Global Teen 2012 (Top 13)                 | Bỉ         |
| Bolivia                | Yesenia Barrientos Castro          | Miss Atlantic International 2017 (Hoa hậu)     | Bolivia    |
| Brazil                 | Clóris Ioanna Jungles              | Miss Global Beauty Queen 2015 (Top 15)         | Brazil     |
| Costa Rica             | Karla Paola Chacón Fuentes         | Miss Tourism Intercontinental 2015 (Hoa hậu)   | Costa Rica |
| Costa Rica             | Karla Paola Chacón Fuentes         | Top Model of the World 2015 (Top 17)           | Costa Rica |
| Costa Rica             | Karla Paola Chacón Fuentes         | Reina Hispanoamericana 2016                    | Costa Rica |
| Costa Rica             | Karla Paola Chacón Fuentes         | Miss International 2017                        | Costa Rica |
| Costa Rica             | Karla Paola Chacón Fuentes         | Miss Universe 2019                             | Costa Rica |
| Đan Mạch               | Malene Riis Sørensen               | Miss World 2013                                | Đan Mạch   |
| Pháp                   | Océane Pernodet                    | Miss Tourism Queen International 2013 (Top 10) | Pháp       |
| Pháp                   | Océane Pernodet                    | Miss Globe 2015 (Á hậu 4)                      | Pháp       |
| Pháp                   | Océane Pernodet                    | Miss Grand International 2016                  | Pháp       |
| Hungary                | Korinna Kocsis                     | Miss Earth 2009                                | Hungary    |
| Hàn Quốc               | Dasol Lee                          | Miss Grand International 2015                  | Hàn Quốc   |
| Malta                  | Dajana Laketić                     | Miss Grand International 2014                  | Malta      |
| Mông Cổ                | Britta Battogtokh Buyantogtokh     | Miss Model of the World 2012                   | Mông Cổ    |
| Mông Cổ                | Britta Battogtokh Buyantogtokh     | Miss Grand International 2014                  | Mông Cổ    |
| Mông Cổ                | Britta Battogtokh Buyantogtokh     | Miss Earth 2020                                | Mông Cổ    |
| Peru                   | Silvana Vásquez                    | Miss Turismo Latino 2010                       | Peru       |
| Peru                   | Silvana Vásquez                    | Miss Earth 2010                                | Peru       |
| Peru                   | Silvana Vásquez                    | Miss Intercontinental 2011                     | Peru       |
| Ba Lan                 | Ewa Mielnicka                      | Miss International 2015                        | Ba Lan     |
| Bồ Đào Nha             | Linda Cardoso                      | Miss Global Beauty Queen 2015                  | Bồ Đào Nha |
| Romania                | Sînziana Sîrghi                    | Miss Intercontinental 2012                     | Romania    |
| Singapore              | Chloe Xu                           | World Miss University 2014                     | Singapore  |
| Singapore              | Chloe Xu                           | Miss All Nations 2016                          | Singapore  |
| Sri Lanka              | Ornella Mariam Jayasiri Gunesekere | Miss International 2010                        | Sri Lanka  |
| Sri Lanka              | Ornella Mariam Jayasiri Gunesekere | Miss Tourism International 2011 (Top 15)       | Sri Lanka  |
| Sri Lanka              | Ornella Mariam Jayasiri Gunesekere | Miss Grand International 2015 (Top 10)         | Sri Lanka  |
| Sri Lanka              | Ornella Mariam Jayasiri Gunesekere | Miss Universe 2018                             | Sri Lanka  |
| Ukraine                | Lenna Anastasiia Samoletova        | Miss Grand International 2015 (Top 20)         | Ukraine    |
| Việt Nam               | Dương Nguyễn Khả Trang             | Miss Eco Universe 2016                         | Việt Nam   |
| Việt Nam               | Dương Nguyễn Khả Trang             | Supermodel International 2018 (Quán quân)      | Việt Nam   |
| Wales                  | Joey Staerkle                      | Miss Intercontinental 2018                     | Wales      |